# Nederlands kampioenschap halve marathon 2012
Het Nederlands kampioenschap halve marathon 2012 vond plaats op 25 maart 2012. Het was de 21e keer dat de Atletiekunie een wedstrijd organiseerde met als inzet de nationale titel op de halve marathon (21,1 km). De wedstrijd vond plaats in Venlo tijdens het evenement Venloop.
Nederlands kampioen halve marathon bij de mannen werd Patrick Stitzinger en bij de vrouwen won Andrea Deelstra de titel.
In totaal namen 260 atleten deel aan het NK in verschillende leeftijdscategorieën.

## Uitslagen

### Mannen
| Rang   | Atleet              | Tijd    | Opm.   |
| ------ | ------------------- | ------- | ------ |
| Goud   | Patrick Stitzinger  | 1:03.28 |        |
| Zilver | Ronald Schröer      | 1:05.46 |        |
| Brons  | Marco Gielen        | 1:05.56 | 1e M40 |
| 4      | Dennis Licht        | 1:06.38 |        |
| 5      | Olfert Molenhuis    | 1:07.17 |        |
| 6      | Jeroen Maas         | 1:08.24 |        |
| 7      | Timothy Karanu      | 1:08.24 |        |
| 8      | Erik Negerman       | 1:08.54 | 1e M35 |
| 9      | Roger Smeets        | 1:09.22 | 2e M35 |
| 10     | Jeroen van Erp      | 1:09.36 | 2e M40 |
| 11     | Pip Tesselaar       | 1:09.44 | 3e M40 |
| 12     | Oskar de Kuijer     | 1:09.46 | 1e M45 |
| 13     | Wesley van der Gouw | 1:09.52 |        |
| 14     | Wesley Pauel        | 1:09.59 |        |
| 15     | Patrick Kwist       | 1:10.45 | 4e M40 |

### Vrouwen
| Rang   | Atleet               | Tijd    | Opm.   |
| ------ | -------------------- | ------- | ------ |
| Goud   | Andrea Deelstra      | 1:13.47 |        |
| Zilver | Ruth van der Meijden | 1:13.57 |        |
| Brons  | Heleen Plaatzer      | 1:15.40 |        |
| 4      | Stefanie Bouma       | 1:16.05 |        |
| 5      | Miriam van Reijen    | 1:18.33 |        |
| 6      | Ingrid Versteegh     | 1:19.19 |        |
| 7      | Claudia van Rijn     | 1:19.58 | 1e V35 |
| 8      | Jacelyn Gruppen      | 1:20.34 |        |
| 9      | Inge van Bergen      | 1:20.47 | 2e V35 |
| 10     | Inge de Jong         | 1:21.04 | 3e V35 |

1992 · 
1993 · 
1994 · 
1995 · 
1996 · 
1997 ·
1998 ·
1999 · 
2000 · 
2001 · 
2002 · 
2003 · 
2004 · 
2005 · 
2006 · 
2007 · 
2008 · 
2009 · 
2010 · 
2011 · 
2012 · 
2013 · 
2014 · 
2015 · 
2016 ·
2017 ·
2018 ·
2019 ·
2022 ·
2023